# L. Q. Jones
Pour les articles homonymes, voir Jones.
L. Q. Jones, nom de scène de Justus Ellis McQueen Jr., né le 19 août 1927 à Beaumont (Texas) et mort le 9 juillet 2022 à Los Angeles (Californie), est un acteur, réalisateur, scénariste et producteur de cinéma américain.

## Biographie

### Jeunesse
L. Q. Jones naît le 19 août 1927 à Beaumont dans l'est du Texas.
Il décède le 9 juillet 2022 à Los Angelès, Californie, à presque 1 mois de ses 95 ans

### Carrière
L. Q. Jones fait ses débuts au cinéma en 1955 dans Le Cri de la victoire, sous son patronyme de naissance, Justus E. McQueen.
Son personnage dans ce film s'appelait « LQ Jones », un nom qu'il aimait bien et qu'il décida d'adopter comme nom de scène pour tous ses futurs rôles d'acteur.

## Filmographie

### Comme acteur

#### Au cinéma
- 1955 : Le Cri de la victoire (Battle Cry) de Raoul Walsh : le soldat L.Q. Jones
- 1955 : An Annapolis Story de Don Siegel : Watson
- 1955 : Dix Hommes pour l'enfer (Target Zero) de Harmon Jones : le soldat Felix O'Hara
- 1956 : Santiago de Gordon Douglas : Digger
- 1956 : Je reviens de l'enfer (Toward the Unknown) de Mervyn LeRoy : le sous-lieutenant Sweeney
- 1956 : Le Temps de la colère (Between Heaven and Hell) de Richard Fleischer : le soldat Kenny
- 1956 : Le Cavalier du crépuscule (Love Me Tender) de Robert D. Webb : Pardee Fleming (non-crédité au générique)
- 1957 : Cote 465 (Men in War) d'Anthony Mann : le sergent Davis
- 1957 : Le Bal des cinglés (Operation Mad Ball) de Richard Quine : Ozark
- 1957 : La Sanglante Embuscade (Gunsight Ridge) de Francis D. Lyon : un rancher du Lazy Heart
- 1958 : Le Bal des maudits (The Young Lions) d'Edward Dmytryk : le soldat Donnelly (non-crédité au générique)
- 1958 : L'Aventurier du Texas (Buchanan Rides Alone) de Budd Boetticher : Pecos Hill
- 1958 : Les Nus et les Morts (The Naked and the Dead) de Raoul Walsh  : Woodrow "Woody" Wilson
- 1958 : La Dernière Torpille (Torpedo Run) de Joseph Pevney : "Hash" Benson
- 1959 : L'Homme aux colts d'or (Warlock) d'Edward Dmytryk  : Fen Jiggs (non-crédité au générique)
- 1959 : La Bataille de la mer de Corail (Battle of the Coral Sea) de Paul Wendkos : le yeoman Halliday
- 1959 : Le Vagabond des Bois Maudits (Hound-Dog Man) de Don Siegel : Dave Wilson
- 1960 : Les Dix Audacieux (Ten Who Dared) de William Beaudine : Billy "Missouri" Hawkins
- 1960 : Les Rôdeurs de la plaine (Flaming Star) de Don Siegel : Tom Howard
- 1960 : La Ruée vers l'Ouest (Cimarron) d'Anthony Mann : Millis
- 1962 : Coups de feu dans la Sierra (Ride the High Country) de Sam Peckinpah : Sylvus Hammond
- 1962 : L'enfer est pour les héros (Hell Is for Heroes) de Don Siegel : le sergent fourrier Frazer
- 1963 : Le Collier de fer (Showdown) de R. G. Springsteen : Foray
- 1964 : L'Enfer des marines (Iron Angel) de Ken Kennedy : Buttons
- 1964 : The Devil's Bedroom : réalisateur
- 1964 : La Fureur des Apaches (Apache Rifles) de William Witney : Mike Greer
- 1965 : Major Dundee de Sam Peckinpah : Arthur Hadley
- 1966 : Nevada Smith de Henry Hathaway : un cowboy
- 1968 : Micmac au Montana (Stay Away, Joe) de Peter Tewksbury : Bronc Hoverty
- 1968 : Piège à San Francisco (The Counterfeit Killer) de Józef Lejtes : James Lacey, le concierge de l'hôtel
- 1968 : Pendez-les haut et court (Hang 'Em High) de Ted Post : Loomis
- 1969 : The Witchmaker de William O. Brown
- 1969 : La Horde sauvage (The Wild Bunch)  : T.C
- 1970 : Un nommé Cable Hogue (The Ballad of Cable Hogue) : Taggart
- 1970 : Le Clan des McMasters (The McMasters) d'Alf Kjellin : Russel
- 1971 : Les Charognards (The Hunting Party) de Don Medford : Hog Warren
- 1971 : The Brotherhood of Satan de Bernard McEveety : le shériff
- 1973 : Pat Garrett et Billy le Kid (Pat Garrett & Billy the Kid) de Sam Peckinpah : Black Harris
- 1974 : 43: The Richard Petty Story d'Edward J. Lakso : Ed Koler
- 1975 : La Route de la violence (White Line Fever) de Jonathan Kaplan : Buck
- 1975 : Le Faucon blanc (Winterhawk) de Charles B. Pierce (en)  : Gates
- 1975 : Apocalypse 2024 (A Boy and His Dog) : l'acteur dans le film porno (caméo)
- 1976 : Ambulances tous risques (Mother, Jugs & Speed) de Peter Yates : le sergent Davey
- 1979 : Fast Charlie... the Moonbeam Rider de Steve Carver : Floyd
- 1982 : Timerider, le cavalier du temps perdu (Timerider: The Adventure of Lyle Swann) de William Dear : Ben Potter
- 1982 : Les Entrailles de l'enfer (The Beast Within) de Philippe Mora : le shérif Pool
- 1982 : Melanie de Rex Bromfield (en) : Buford (non crédité au générique)
- 1983 : Sacred Ground (en) de Charles B. Pierce (en) : Tolbert Coleman
- 1983 : Œil pour œil (Lone Wolf McQuade) de Steve Carver : Dakota
- 1988 : À l'épreuve des balles (Bulletproof) de Steve Carver : le sergent major O'Rourke
- 1989 : La Rivière de la mort (River of Death) de Steve Carver : Hiller
- 1990 : The Legend of Grizzly Adams de Ken Kennedy : Reno
- 1994 : Jack l'Éclair (Lightning Jack) de Simon Wincer : le shérif Tom
- 1995 : The Friends of Harry : Senator
- 1995 : Casino de Martin Scorsese : Pat Webb
- 1997 : À couteaux tirés (The Edge) de Lee Tamahori : Styles
- 1998 : Piège à haut risque (The Patriot) de Dean Semler : Frank
- 1998 : Le Masque de Zorro (The Mask of Zorro) de Martin Campbell : Jack Trois-Doigts
- 2001 : Route 666 de William Wesley : le shérif Bob Conaway
- 2006 : The Last Show (A Prairie Home Companion) de Robert Altman : Chuck Akers

#### À la télévision
- 1955 : Cheyenne (série télévisée) de Roy Huggins, saison 1 : Smitty Smith (3 épisodes)
- 1956 : Annie Oakley (en) (série télévisée), saison 3, épisode 5 : The Robin Hood Kid : Cal Upton
- 1956 : Annie Oakley (en) (série télévisée), saison 3, épisode 15 : Dilemma at Diablo : Ned Blane
- 1957 : On Trial (anthologie), saison 1, épisode 13 : Dog vs. Biddeford : Jedediah "Jed" Boone
- 1957 : The Silent Service (anthologie) de Thomas M. Dykers, saison 1, épisode 26 : The Final War Patrol : l'électricien en second Jack Potter
- 1957 : Men of Annapolis (it) (anthologie), saison 1, épisode 20 : Explosion Ahead : Hal Nichols
- 1957 : Men of Annapolis (it) (anthologie), saison 1, épisode 24 : Sink or Swim : Gaddis
- 1960 : The Gambler, the Nun and the Radio (téléfilm) de James B. Clark  et Albert Marre : le cavalier de rodéo
- 1960 : The Yank (téléfilm) d'Irvin Kershner : Justin
- 1968 Le Virginien saison 6 épisode 10 (Une dette à payer) : Belden
- 1971 : Le Virginien (TV) saison 9 épisode 22 (The Town Killer) : Belden
- 1972 : Los Bravos (en) (The Bravos) (téléfilm) de Ted Post : Ben Lawler
- 1972 : Opération Cobra (Fireball Forward)  (téléfilm) de Marvin J. Chomsky : le major Larkin
- 1974 : La Femme du Kid (Mrs. Sundance) (téléfilm) de Marvin J. Chomsky : Charles Siringo
- 1974 : Le Justicier (en) (Manhunter) (série télévisée) de Quinn Martin, saison unique, épisode pilote Naissance d'une vocation (Manhunter : Pilot) :  Charles Crutch Shanks
- 1974 : Le Visiteur de la nuit (The Strange and Deadly Occurrence) (téléfilm) de John Llewellyn Moxey : le shérif Berlinger
- 1975 : Attack on Terror: The FBI vs. the Ku Klux Klan (en) (téléfilm) de Marvin J. Chomsky : Roy Ralstop
- 1976 : Banjo Hackett: Roamin' Free (en) (téléfilm) d' Andrew V. McLaglen : le shérif Tadlock
- 1976 : Drôles de dames (série TV) : La vie de château (Saison 1 - Episode 9) : Sergent Billings
- 1978 : Standing Tall (téléfilm) de Harvey Hart : Nate Rackley
- 1978 : Colorado C.I. (téléfilm) de Virgil W. Vogel : Hoyt Gunnison
- 1978 : Columbo : Des sourires et des armes (The Conspirators) (série télévisée) : Chuck Jensen
- 1979 : Le Clan des Sacketts (en) (The Sacketts)  (mini-série) de Jim Byrnes : Beldon (2 épisodes)
- 1979 : Buffalo Soldiers (téléfilm) de Vincent McEveety : un déserteur
- 1980 : La Cible (Wild Times) (mini-série) de Richard Compton : Wild Bill Hickok
- 1980 : Shérif, fais-moi peur (série TV) : Le témoin à charge (Saison 2 - Episode 9) : Warren
- 1982 : Shérif, fais-moi peur (série TV) : L'horoscope dit vrai (Saison 4 - Episode 15) : Morton
- 1982 : L'Homme qui tombe à pic épisode 3 et 4 de la saison 2 Colt et ses hors-la-loi Sheriff Leclerc
- 1984 : L'Agence tous risques épisode 16 saison 4 (Cowboy George) - Chuck Danford
- 1988 : La Rivière rouge (Red River) (téléfilm) de Richard Michaels : Sims
- 1996 : Chasseurs de tornades (Tornado!) (téléfilm) de Noel Nosseck : Ephram Thorne
- 1996 : Coup de sang de Jonathan Kaplan (minie série TV) : Tex Smith
- 1999 : Jack Bull (The Jack Bull) (téléfilm) de John Badham : Henry Ballard

### Comme producteur

#### Au cinéma
- 1964 : The Devil's Bedroom
- 1969 : The Witchmaker
- 1971 : The Brotherhood of Satan
- 1975 : Apocalypse 2024 (A Boy and His Dog).

### Comme réalisateur

#### Au cinéma
- 1964 : The Devil's Bedroom
- 1975 : Apocalypse 2024 (A Boy and His Dog).

#### À la télévision
- 1978 : L'Incroyable Hulk (The Incredible Hulk) (série TV).

### Comme scénariste

#### Au cinéma
- 1971 : The Brotherhood of Satan
- 1975 : Apocalypse 2024 (A Boy and His Dog).